# Nell Dorr
Nell Dorr, geboren als Virginia Nell Becker (Cleveland (Ohio), 27 augustus 1893 - Litchfield (Connecticut), 15 november 1988), was een Amerikaans fotografe en auteur.

## Leven
Dorr groeide op als dochter van Minnie en John Jacob Becker in Cleveland. Het gezin verhuisde enkele jaren later naar Massillon, eveneens in Ohio. Haar vader was een succesvolle fotograaf (afgestudeerd aan de Art Institute of Cincinnati) met een eigen fotostudio in Massillon. Daar leerde Dorr het vak van fotografie van haar vader en maakte ze ook haar eerste succesvolle eigen portretten. Dorr raakte bevriend met de actrice Lillian Gish (die tijdens de zomerperiode veelvuldig in Massillon verbleef) en maakte enkele portretten van haar. Een deel hiervan bevindt zich in de collectie van het Massillon Museum..
Na haar huwelijk met Thomas Koons vertrok Dorr in 1923 met haar man en drie dochters naar Florida en in 1926 opende ze haar eigen portretstudio. In die periode begon ze ook te werken aan haar eigen materiaal en maakte ze foto's in de stijl van het picturalisme. Deze foto's vormden de basis voor haar eerste officiële publicaties In a Blue Moon (1939). 
In 1931 scheidde ze van Koons en verhuisde Dorr met haar studio naar New York en kwam ze weer in contact met haar jeugdvriendin en filmactrice Lillian Gish. Daar begon ze met het portretteren van de zogenaamde high society, maar richtte zich ook op photomurals. Ze kreeg voor het eerst erkenning in 1934 door haar expositie Portraits of Famous Men in de Delphic Studios in New York. Door haar connectie met Lillian Gish had Dorr toegang tot de wereld van bekende mensen en maakte ze portretten van onder anderen Carl Sandburg en haar latere tweede echtgenoot en uitvinder John Van Nostrand Dorr.. In 1954, na het overlijden van haar jongste dochter, sloot Dorr haar studio en ging ze zich meer en meer toeleggen op het fotograferen van moeders met kinderen. In 1954 publiceerde zij ook haar meest bekende fotoboek Mother and Child. Vier foto's uit dit werk van Dorr werden door Edward Steichen geselecteerd en opgenomen in de wereld rondreizende groepsexpositie The Family of Man (1955-1964). 